# Albireo
Albireo (Beta del Cigne / β Cygni) és la cinquena estrella més brillant de la constel·lació del Cigne (Cygnus). Encara que té la nomenclatura de Bayer beta —segona lletra de l'alfabet grec—, en realitat és més feble que Gamma del Cigne, Delta del Cigne i Èpsilon del Cigne. Com que Albireo està situada al cap del Cigne, també se li diu de vegades "l'estrella del bec". Forma la "Creu del Nord" junt amb Deneb, Delta del Cigne i Èpsilon del Cigne.
Albireo és a 385 anys llum de la Terra. A simple vista, Albireo sembla una estrella simple, però amb un telescopi o uns prismàtics, s'observa que és doble. De les dues que la componen, l'una és groga (magnitud aparent 3,1) i l'altra blava (magnitud aparent 5,1), ambdues separades per 34 segons d'arc, ofereixen el millor contrast d'estrelles dobles al cel pel seu diferents colors.
Aquestes estrelles han estat considerades dobles només en el pla òptic, ja que les dues estrelles que la formen no semblaven orbitar al voltant d'un punt comú, com en una verdadera estrella binària. Tanmateix, malgrat la gran distància entre les estrelles components, s'ha demostrat que són una verdadera estrella binària.
El component més brillant de la parella, la groga (Beta Cygni A), és per si mateixa una estrella binària.

## Nom
El nom de l'estrella Albireo s'ha originat a causa d'errors i males traduccions.
El nom de l'estrella era originalment al-Minhar en-Dajajah, 'El bec de la gallina', en els textos àrabs.
El nom actual sembla que prové d'Ornis, nom grec que designa a la constel·lació del Cigne, que va passar a ser Urnis en àrab.
En traduir-lo al llatí, els erudits van pensar erròniament que aquest nom havia vingut d'una espècie d'herba Erysimum officinale, i va ser traduït amb el nom d'aquesta herba en llatí, Ireo.
Posteriorment, es va considerar que ab Ireo ('d'Ireo') era una mala traducció del terme àrab, i se li va posar el nom actual Al-bireo.

## Característiques físiques

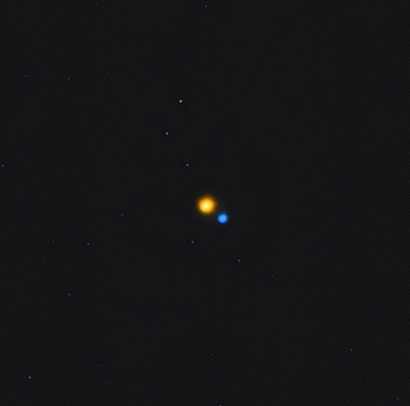
Albireo vista amb el telescopi

Albireo és a 385 anys llum de la Terra. Encara que a simple vista Albireo apareix com una estrella simple, amb un telescopi o uns prismàtics es resol en una estrella doble. De les dues components, separades 35 segons d'arc, l'una és groga i té magnitud aparent +3,05 —Albireo A—, mentre que l'altra és blava i de magnitud +5,12 —Albireo B—, i ofereixen un immillorable contrast entre les estrelles dobles del cel nocturn.
No se sap del cert si Albireo A i Albireo B formen un veritable sistema binari; si realment estan gravitacionalment unides, el seu període orbital és d'almenys 75.000 anys.
Albireo A és, al seu torn, un estel binari; la seva duplicitat va ser descoberta per interferometria de clapejat el 1976.
La component principal d'aquest parell és una geganta lluminosa taronja de tipus espectral K3 i 4.400 K de temperatura. 950 vegades més lluminosa que el Sol; té un diàmetre 50 vegades més gran que el diàmetre solar.
La seva companya és un estel calent de la seqüència principal de tipus B9V i 11.000 K de temperatura. La lluminositat d'aquesta darrera és 100 vegades superior a la lluminositat solar.
La separació mitjana entre les dues estrelles és de 40 ua —l'òrbita és molt excèntrica— i el període orbital és de prop de 100 anys.
Albireo B és similar a la component menys brillant del parell A, una estrella de la seqüència principal de tipus B8 amb una temperatura de 12.100 K. 190 vegades més lluminosa que el Sol, gira ràpidament sobre si mateixa amb una velocitat de rotació d'almenys 250 km/s, i el seu període de rotació és inferior a 14,4 hores.
Com passa sovint en estrelles que roten a gran velocitat, Albireo B és una estrella Be, que està envoltada per un disc de gas resultant de la pèrdua de material estel·lar.
Albireo es troba a 385 anys llum de distància del sistema solar.